# Grzegorz Fedorowicz
Grzegorz Fedorowicz (ur. 26 marca 1967 w Środzie Wielkopolskiej) – polski funkcjonariusz Służby Więziennej w stopniu pułkownika, a także polityk, zastępca dyrektora generalnego SW w latach 2017–2020, senator XI kadencji.

## Życiorys
Syn Eugeniusza i Stefanii. Ukończył studia w Akademii Wychowania Fizycznego w Poznaniu, a także studia podyplomowe na kierunku penitencjarystyka na Uniwersytecie Adama Mickiewicza w Poznaniu. W kwietniu 1993 rozpoczął pracę w Służbie Więziennej na stanowisku młodszego wychowawcy w Areszcie Śledczym w Poznaniu. W marcu 2000 został dyrektorem Aresztu Śledczego w Środzie Wielkopolskiej. W marcu 2013 minister sprawiedliwości powołał go na stanowisko dyrektora okręgowego SW w Poznaniu. W lipcu 2017 objął funkcję zastępcy dyrektora generalnego Służby Więziennej; został z niego odwołany w lutym 2020.
Zorganizował dwie samotne wyprawy rowerowe, stanowiące akcje charytatywne na rzecz chorych i niepełnosprawnych dzieci. Pierwszą z nich (z Londynu do Wrześni) z 2022 opisał w swojej książce Tysiąc mil do Wrześni. Druga odbyła się w 2023 i obejmowała trasę z Lizbony do Wrześni.
Dołączył do Polski 2050 Szymona Hołowni. W wyborach parlamentarnych w 2023 był kandydatem paktu senackiego z ramienia Trzeciej Drogi w okręgu nr 92. Uzyskał mandat senatora XI kadencji z wynikiem 111 128 głosów. Został zastępcą przewodniczącego Komisji Praw Człowieka i Praworządności oraz członkiem Komisji Sportu.

## Odznaczenia
- Złoty Medal za Zasługi dla Straży Granicznej[8]
- Brązowy Medal za Zasługi dla Straży Granicznej (2014)[9]
- Odznaka „Za zasługi w pracy penitencjarnej”[8]
- Srebrny Medal za Zasługi dla Policji[8]
- Odznaka honorowa „Za zasługi dla województwa wielkopolskiego”[8]